# Urðarhjalli
Urðarhjalli är en ås i republiken Island. Den ligger i regionen Austurland, 400 km öster om huvudstaden Reykjavík.